# Base Aérea Fairchild
Fairchild AFB é uma Região censo-designada localizada no estado norte-americano de Washington, no Condado de Spokane.

## Demografia
Segundo o censo norte-americano de 2000, a sua população era de 4357 habitantes.

## Geografia
De acordo com o United States Census Bureau tem uma área de
16,8 km², dos quais 16,8 km² cobertos por terra e 0,0 km² cobertos por água.

## Localidades na vizinhança

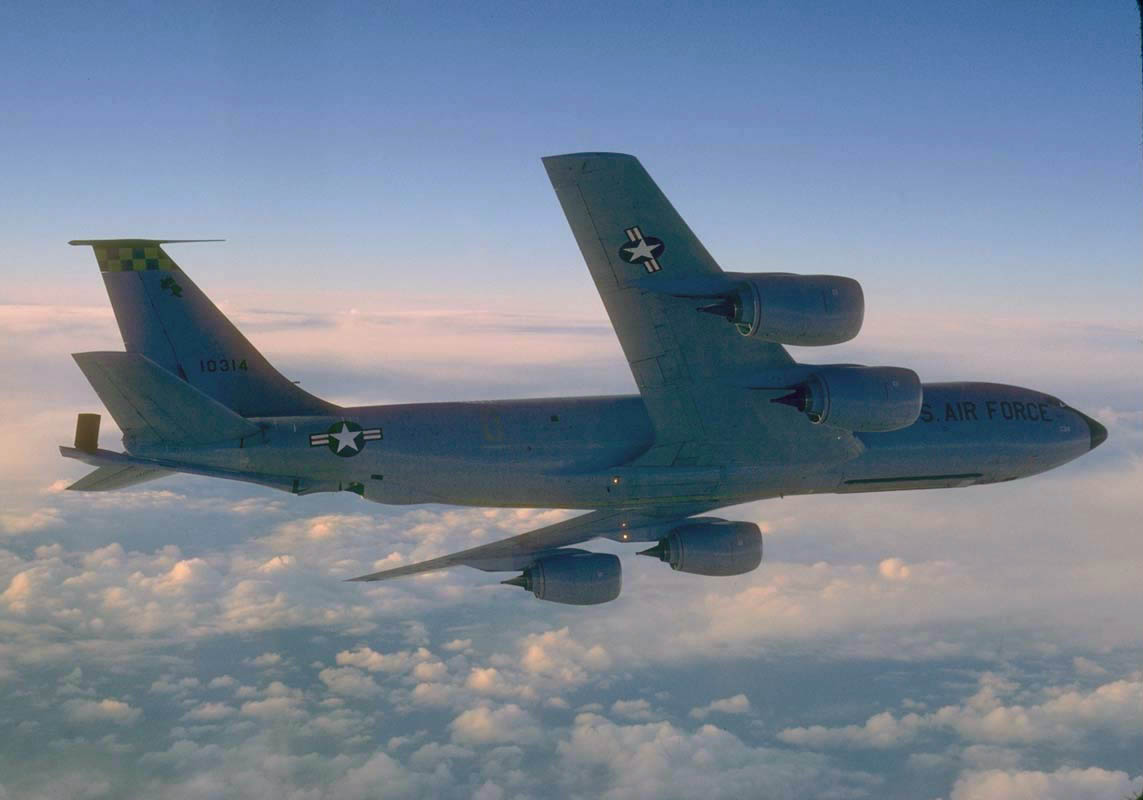
Um KC-135 da Fase aérea de Fairchild.

O diagrama seguinte representa as localidades num raio de 20 km ao redor de Fairchild AFB.